# Jacques-Nicolas Bellin

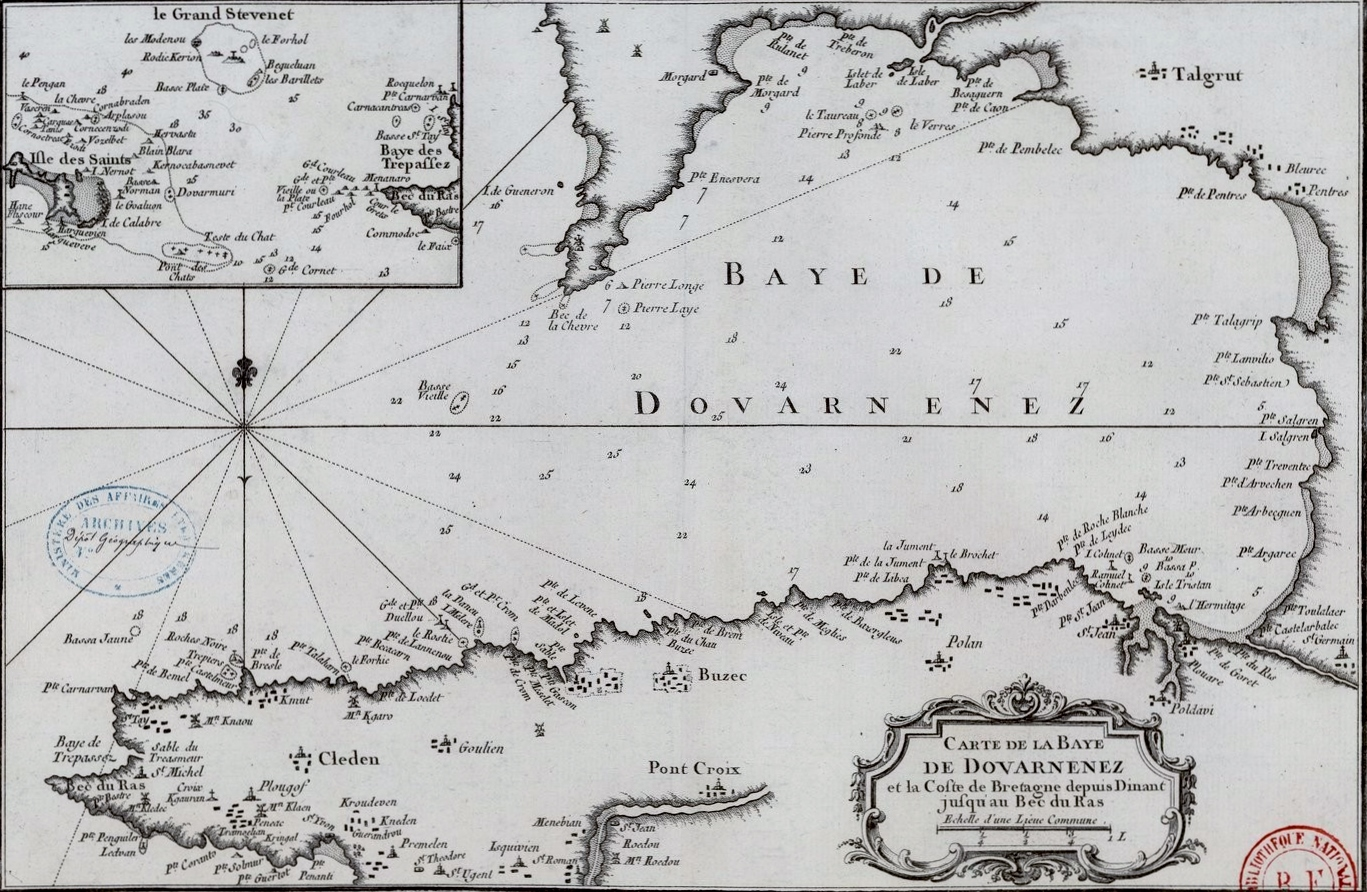
Carta da baía de Douarnenez (Jacques-Nicolas Bellin, 1764).

Jacques-Nicolas Bellin (Paris, 1703 - Versalhes, 21 de março de 1772) foi um cartógrafo e hidrógrafo francês. Foi membro da Royal Society.

## Obra
- Neptune français (1753)
- Carte de l'Amérique septentrionale (1755)
- Hydrographie française (1756)
- Essai géographique sur les Isles Britanniques (1757)
- Petit Atlas maritime (1764)
- Nouvelle méthode pour apprendre la géographie (1769).

## Ligações Externas
- Obras de Jacques-Nicolas Bellin na Biblioteca Nacional de Portugal